# Modafen

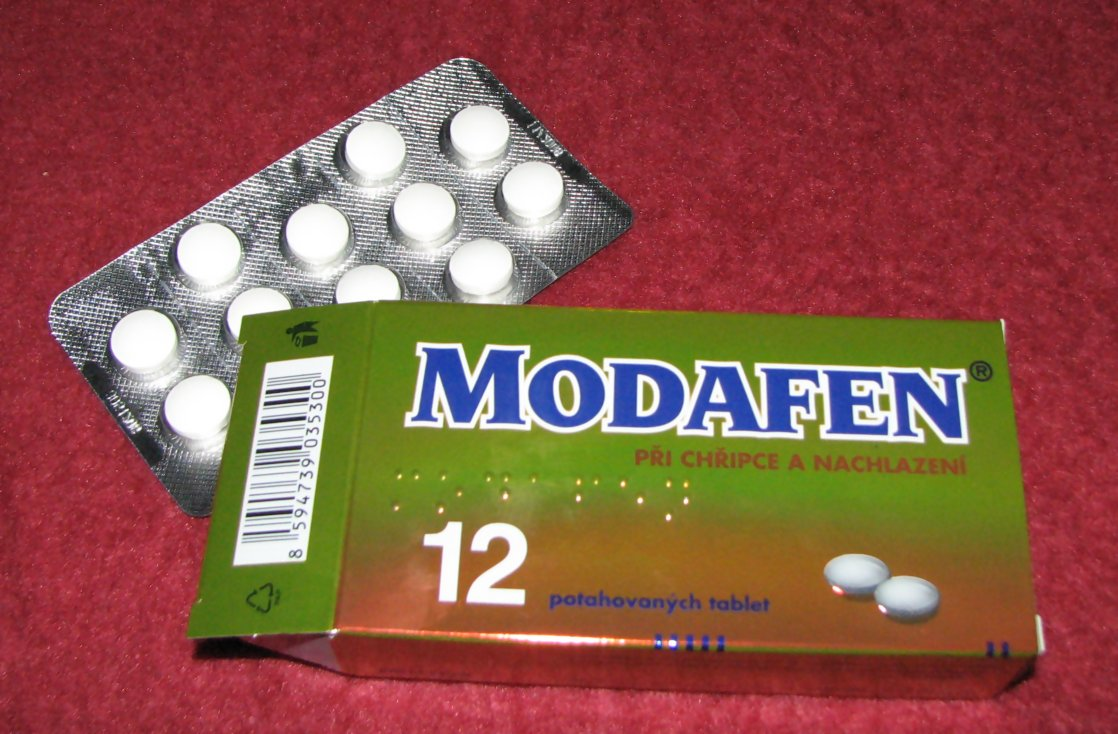
Krabička Modafenu

Modafen je obchodní název léčivého přípravku na bázi ibuprofenu a pseudoefedrinu od společnosti Zentiva.
Patří do indikačních skupin antipyretikum, analgetikum a dekongescens, je tedy určen k potlačení příznaků počátečních stadií akutních infekčních onemocnění horních cest dýchacích. Ibuprofen (ibuprofenum) má analgetický, antipyretický a antiflogistický účinek, pseudoefedrin (pseudoephedrini hydrochloridum) působí jako dekongescens nosní sliznice a bronchodilatans. Používá se též k výrobě stimulační drogy pervitinu a jako dopingový prostředek. Přípravek může být agresivní na žaludek, může zvyšovat krvácení a snižovat účinek léků na vysoký krevní tlak,[zdroj?] může způsobit závratě, bolesti hlavy, nespavost a deprese.

## Dostupnost a používání
V Česku je přípravek registrován a běžně používán, zakoupit se dá i bez lékařského předpisu, ale pouze při předložení OP a jen v některých lékárnách (od 1. 5. 2009). Prodává se jako bílé potahované tablety (po 12 a 24 tabletách). Potahované tablety s obsahem 200 mg ibuprofenu a 30 mg pseudoefedrinu doporučuje výrobce užívat po 1–2 tabletách 3× denně po jídle, po dobu příznaků, tj. obvykle 3–5 dní, maximálně 1 týden.
Vzhledem k tomu, že tento volně prodejný přípravek obsahuje pseudoefedrin, což je prekurzor návykových látek, je zneužíván jako surovina pro výrobu stimulační drogy pervitinu. Pseudoefedrin byl také zařazen do seznamu dopingových látek. Od 1. 1. 2004 už však na tomto seznamu  nebyl. 1. ledna 2010 jej WADA na seznam opět zařadila.